# NBA Playoffs 2023
Gli NBA Playoffs 2023 hanno avuto inizio il 15 aprile 2023 e sono terminati il 12 giugno dello stesso anno, con la vittoria finale dei Denver Nuggets, al loro primo titolo.

## Formato
- Si qualificano 16 squadre, 8 per ciascuna delle due Conference: Eastern Conference e Western Conference. Per ogni Conference accedono ai playoff le 6 squadre meglio classificate nella regular season più due squadre qualificate mediante i Play-in.
- Tutti gli incontri, dal primo turno alle Finals, si giocano al meglio delle 7 partite (2-2-1-1-1); la squadra meglio classificata in stagione regolare gioca in casa: gara-1, gara-2, gara-5 e gara-7.
- Ad ogni squadra viene assegnato un posto in graduatoria in base al record di vittorie raggiunto al termine della stagione regolare; in caso di parità di numero di vittorie, viene tenuto conto degli scontri diretti.

## Squadre qualificate

### Eastern Conference
1. Milwaukee Bucks
2. Boston Celtics
3. Philadelphia 76ers
4. Cleveland Cavaliers
5. N.Y. Knicks
6. Brooklyn Nets
7. Atlanta Hawks
8. Miami Heat

### Western Conference
1. Denver Nuggets
2. Memphis Grizzlies
3. Sacramento Kings
4. Phoenix Suns
5. L.A. Clippers
6. G.S. Warriors
7. L.A. Lakers
8. Minnesota T'wolves

## Tabellone
I playoff sono iniziati il 15 aprile 2023, con il solito formato: quattro fasi giocate al meglio delle sette gare. Le finali NBA inizieranno al più presto il 1º giugno 2023.
|  | Primo Turno | Primo Turno         | Primo Turno      |                    |                     | Semifinali di Conference | Semifinali di Conference | Semifinali di Conference |  |   | Finali di Conference | Finali di Conference | Finali di Conference |  |    | Finali NBA       | Finali NBA | Finali NBA |
|  |             |                     |                  |                    |                     |                          |                          |                          |  |   |                      |                      |                      |  |    |                  |            |            |
|  | 1           | Denver Nuggets *    | 4                |                    |                     |                          |                          |                          |  |   |                      |                      |                      |  |    |                  |            |            |
|  | 8           | Minnesota T'wolves  | 1                |                    |                     |                          |                          |                          |  |   |                      |                      |                      |  |    |                  |            |            |
|  | 8           | Minnesota T'wolves  | 1                |                    | 1                   | Denver Nuggets *         | 4                        |                          |  |   |                      |                      |                      |  |    |                  |            |            |
|  |             |                     |                  |                    | 1                   | Denver Nuggets *         | 4                        |                          |  |   |                      |                      |                      |  |    |                  |            |            |
|  |             | 4                   | Phoenix Suns     | 2                  |                     |                          |                          |                          |  |   |                      |                      |                      |  |    |                  |            |            |
|  | 4           | 4                   | Phoenix Suns     | 2                  | Phoenix Suns        | 4                        |                          |                          |  |   |                      |                      |                      |  |    |                  |            |            |
|  | 4           |                     |                  |                    | Phoenix Suns        | 4                        |                          |                          |  |   |                      |                      |                      |  |    |                  |            |            |
|  | 5           | L.A. Clippers       | 1                |                    |                     |                          |                          |                          |  |   |                      |                      |                      |  |    |                  |            |            |
|  | 5           | L.A. Clippers       | 1                |                    |                     |                          |                          |                          |  | 1 | Denver Nuggets *     | 4                    |                      |  |    |                  |            |            |
|  |             |                     |                  | Western Conference |                     |                          |                          |                          |  | 1 | Denver Nuggets *     | 4                    |                      |  |    |                  |            |            |
|  |             | 7                   | L.A. Lakers      | 0                  |                     |                          |                          |                          |  |   |                      |                      |                      |  |    |                  |            |            |
|  | 6           | 7                   | L.A. Lakers      | 0                  | G.S. Warriors       | 4                        |                          |                          |  |   |                      |                      |                      |  |    |                  |            |            |
|  | 6           |                     |                  |                    | G.S. Warriors       | 4                        |                          |                          |  |   |                      |                      |                      |  |    |                  |            |            |
|  | 3           | Sacramento Kings *  | 3                |                    |                     |                          |                          |                          |  |   |                      |                      |                      |  |    |                  |            |            |
|  | 3           | Sacramento Kings *  | 3                |                    | 6                   | G.S. Warriors            | 2                        |                          |  |   |                      |                      |                      |  |    |                  |            |            |
|  |             |                     |                  |                    | 6                   | G.S. Warriors            | 2                        |                          |  |   |                      |                      |                      |  |    |                  |            |            |
|  |             | 7                   | L.A. Lakers      | 4                  |                     |                          |                          |                          |  |   |                      |                      |                      |  |    |                  |            |            |
|  | 7           | 7                   | L.A. Lakers      | 4                  | L.A. Lakers         | 4                        |                          |                          |  |   |                      |                      |                      |  |    |                  |            |            |
|  | 7           |                     |                  |                    | L.A. Lakers         | 4                        |                          |                          |  |   |                      |                      |                      |  |    |                  |            |            |
|  | 2           | Memphis Grizzlies * | 2                |                    |                     |                          |                          |                          |  |   |                      |                      |                      |  |    |                  |            |            |
|  | 2           | Memphis Grizzlies * | 2                |                    |                     |                          |                          |                          |  |   |                      |                      |                      |  | W1 | Denver Nuggets * | 4          |            |
|  |             |                     |                  |                    |                     |                          |                          |                          |  |   |                      |                      |                      |  | W1 | Denver Nuggets * | 4          |            |
|  |             | E8                  | Miami Heat *     | 1                  |                     |                          |                          |                          |  |   |                      |                      |                      |  |    |                  |            |            |
|  | 1           | E8                  | Miami Heat *     | 1                  | Milwaukee Bucks *   | 1                        |                          |                          |  |   |                      |                      |                      |  |    |                  |            |            |
|  | 1           |                     |                  |                    | Milwaukee Bucks *   | 1                        |                          |                          |  |   |                      |                      |                      |  |    |                  |            |            |
|  | 8           | Miami Heat *        | 4                |                    |                     |                          |                          |                          |  |   |                      |                      |                      |  |    |                  |            |            |
|  | 8           | Miami Heat *        | 4                |                    | 8                   | Miami Heat *             | 4                        |                          |  |   |                      |                      |                      |  |    |                  |            |            |
|  |             |                     |                  |                    | 8                   | Miami Heat *             | 4                        |                          |  |   |                      |                      |                      |  |    |                  |            |            |
|  |             | 5                   | N.Y. Knicks      | 2                  |                     |                          |                          |                          |  |   |                      |                      |                      |  |    |                  |            |            |
|  | 4           | 5                   | N.Y. Knicks      | 2                  | Cleveland Cavaliers | 1                        |                          |                          |  |   |                      |                      |                      |  |    |                  |            |            |
|  | 4           |                     |                  |                    | Cleveland Cavaliers | 1                        |                          |                          |  |   |                      |                      |                      |  |    |                  |            |            |
|  | 5           | N.Y. Knicks         | 4                |                    |                     |                          |                          |                          |  |   |                      |                      |                      |  |    |                  |            |            |
|  | 5           | N.Y. Knicks         | 4                |                    |                     |                          |                          |                          |  | 8 | Miami Heat *         | 4                    |                      |  |    |                  |            |            |
|  |             |                     |                  | Eastern Conference |                     |                          |                          |                          |  | 8 | Miami Heat *         | 4                    |                      |  |    |                  |            |            |
|  |             | 2                   | Boston Celtics * | 3                  |                     |                          |                          |                          |  |   |                      |                      |                      |  |    |                  |            |            |
|  | 6           | 2                   | Boston Celtics * | 3                  | Brooklyn Nets       | 0                        |                          |                          |  |   |                      |                      |                      |  |    |                  |            |            |
|  | 6           |                     |                  |                    | Brooklyn Nets       | 0                        |                          |                          |  |   |                      |                      |                      |  |    |                  |            |            |
|  | 3           | Philadelphia 76ers  | 4                |                    |                     |                          |                          |                          |  |   |                      |                      |                      |  |    |                  |            |            |
|  | 3           | Philadelphia 76ers  | 4                |                    | 3                   | Philadelphia 76ers       | 3                        |                          |  |   |                      |                      |                      |  |    |                  |            |            |
|  |             |                     |                  |                    | 3                   | Philadelphia 76ers       | 3                        |                          |  |   |                      |                      |                      |  |    |                  |            |            |
|  |             | 2                   | Boston Celtics * | 4                  |                     |                          |                          |                          |  |   |                      |                      |                      |  |    |                  |            |            |
|  | 7           | 2                   | Boston Celtics * | 4                  | Atlanta Hawks       | 2                        |                          |                          |  |   |                      |                      |                      |  |    |                  |            |            |
|  | 7           |                     |                  |                    | Atlanta Hawks       | 2                        |                          |                          |  |   |                      |                      |                      |  |    |                  |            |            |
|  | 2           | Boston Celtics *    | 4                |                    |                     |                          |                          |                          |  |   |                      |                      |                      |  |    |                  |            |            |

Legenda
- * Vincitore Division
- "Grassetto" Vincitore serie
- "Corsivo" Squadra con fattore campo

## Eastern Conference

### Primo turno

#### (1) Milwaukee Bucks - (8) Miami Heat
RISULTATO FINALE: 1-4
| Arbitri: | Tony Brothers Tyler Ford Michael Smith |

|                 |          |              |
| K. Middleton 33 | Punti    | J. Butler 35 |
| J. Holiday 16   | Assist   | J. Butler 11 |
| K. Middleton 9  | Rimbalzi | B. Adebayo 9 |

| Arbitri: | John Goble Brian Forte Tre Maddox |

|               |          |              |
| B. Lopez 25   | Punti    | J. Butler 25 |
| J. Holiday 11 | Assist   | C. Martin 6  |
| B. Portis 15  | Rimbalzi | C. Zeller 8  |

| Arbitri: | Eric Lewis Kevin Scott Rodney Mott |

|                          |          |                 |
| J. Butler 30             | Punti    | K. Middleton 23 |
| B. Adebayo 5             | Assist   | K. Middleton 6  |
| B. Adebayo, C. Martin 11 | Rimbalzi | B. Portis 10    |

| Arbitri: | Marc Davis Mark Lindsay Jacyn Goble |

|                        |          |                     |
| J. Butler 56           | Punti    | B. Lopez 36         |
| G. Vincent 8           | Assist   | G. Antetokounmpo 13 |
| J. Butler, C. Martin 9 | Rimbalzi | B. Lopez 11         |

| Arbitri: | James Williams Sean Wright Pat Fraher |

|                            |          |               |
| G. Antetokounmpo 38        | Punti    | J. Butler 42  |
| J. Holiday, K. Middleton 6 | Assist   | B. Adebayo 10 |
| G. Antetokounmpo 20        | Rimbalzi | K. Love 12    |

PRECEDENTI IN REGULAR SEASON
| Regular Season 2022-23 | Milwaukee Bucks | 2 – 2                                                               | Miami Heat | Referto 1 - Referto 2 - Referto 3 - Referto 4 |
| Miami Heat 108 Miami Heat 111 Milwaukee Bucks 123 Milwaukee Bucks 128 Punti 102 Milwaukee Bucks 95 Milwaukee Bucks 115 Miami Heat 99 Miami Heat |                 |                                                                     |            |                                               |
| |                 |                                                                     |            |                                               |
| Miami Heat 108 Miami Heat 111 Milwaukee Bucks 123 Milwaukee Bucks 128                                                                           | Punti           | 102 Milwaukee Bucks 95 Milwaukee Bucks 115 Miami Heat 99 Miami Heat |            |                                               |

PRECEDENTI NEI PLAYOFF
|  | Milwaukee Bucks (2021) | 1 – 2 | Miami Heat (2013, 2020) |  |

#### (2) Boston Celtics - (7) Atlanta Hawks
RISULTATO FINALE: 4-2
| Arbitri: | David Guthrie Bill Kennedy Ben Taylor |

|                      |          |                        |
| J. Brown 29          | Punti    | D. Murray 24           |
| D. White, M. Smart 7 | Assist   | T. Young 8             |
| J. Brown 12          | Rimbalzi | D. Murray, C. Capela 8 |

| Arbitri: | Mark Lindsay Karl Lane James Williams |

|              |          |                       |
| J. Tatum 29  | Punti    | D. Murray 29          |
| M. Brogdon 8 | Assist   | D. Murray, T. Young 6 |
| J. Tatum 10  | Rimbalzi | D. Hunter 12          |

| Arbitri: | Scott Foster Pat Fraher Mitchell Ervin |

|              |          |             |
| T. Young 32  | Punti    | J. Tatum 29 |
| T. Young 9   | Assist   | M. Smart 8  |
| C. Capela 11 | Rimbalzi | J. Tatum 10 |

| Arbitri: | Zach Zarba Tyler Ford Gediminas Petraitis |

|             |          |                           |
| T. Young 35 | Punti    | J. Brown, J. Tatum 31     |
| T. Young 15 | Assist   | A. Horford 5              |
| D. Murray 9 | Rimbalzi | R. Williams (cestista) 15 |

| Arbitri: | Josh Tiven Courtney Kirkland Tre Maddox |

|             |          |             |
| J. Brown 35 | Punti    | T. Young 38 |
| J. Tatum 8  | Assist   | T. Young 13 |
| J. Tatum 8  | Rimbalzi | C. Capela 7 |

| Arbitri: | Marc Davis Curtis Blair Jacyn Goble |

|               |          |             |
| T. Young 30   | Punti    | J. Brown 32 |
| D. Murray 11  | Assist   | J. Tatum 7  |
| O. Okongwu 11 | Rimbalzi | J. Tatum 14 |

PRECEDENTI IN REGULAR SEASON
| Regular Season 2022-23                                                                                               | Boston Celtics | 3 – 0                                                   | Atlanta Hawks | Referto 1 - Referto 2 - Referto 3 |
| Atlanta Hawks 101 Atlanta Hawks 125 Boston Celtics 120 Punti 126 Boston Celtics 134 Boston Celtics 114 Atlanta Hawks |                |                                                         |               |                                   |
| |                |                                                         |               |                                   |
| Atlanta Hawks 101 Atlanta Hawks 125 Boston Celtics 120                                                               | Punti          | 126 Boston Celtics 134 Boston Celtics 114 Atlanta Hawks |               |                                   |

PRECEDENTI NEI PLAYOFF
|  | Boston Celtics (1957, 1960, 1961, 1972, 1973, 1983, 1986, 1988, 2008, 2012) | 10 – 2 | Atlanta Hawks (1958, 2016) |  |

#### (3) Philadelphia 76ers - (6) Brooklyn Nets
RISULTATO FINALE: 4-0
| Arbitri: | James Williams Mark Lindsay JB DeRosa |

|              |          |                |
| J. Embiid 26 | Punti    | M. Bridges 30  |
| J. Harden 13 | Assist   | S. Dinwiddie 7 |
| P. Tucker 7  | Rimbalzi | N. Claxton 10  |

| Arbitri: | David Guthrie Curtis Blair Tre Maddox |

|                        |          |                   |
| T. Maxey 33            | Punti    | C. Johnson 28     |
| J. Embiid, J. Harden 7 | Assist   | M. Bridges 7      |
| J. Embiid 19           | Rimbalzi | D. Finney-Smith 7 |

| Arbitri: | Tony Brothers Ben Taylor Nick Buchert |

|                   |          |                        |
| M. Bridges 26     | Punti    | T. Maxey 25            |
| S. Dinwiddie 7    | Assist   | J. Harden, P. Tucker 4 |
| D. Finney-Smith 9 | Rimbalzi | J. Embiid 10           |

| Arbitri: | John Goble Sean Wright Karl Lane |

|                 |          |              |
| S. Dinwiddie 20 | Punti    | T. Harris 25 |
| S. Dinwiddie 6  | Assist   | J. Harden 11 |
| N. Claxton 12   | Rimbalzi | P. Reed 15   |

PRECEDENTI IN REGULAR SEASON
| Regular Season 2022-23 | Philadelphia 76ers | 4 – 0                                                                             | Brooklyn Nets | Referto 1 - Referto 2 - Referto 3 - Referto 4 |
| Philadelphia 76ers 115 Philadelphia 76ers 137 Brooklyn Nets 98 Brooklyn Nets 105 Punti 106 Brooklyn Nets 133 Brooklyn Nets 101 Philadelphia 76ers 134 Philadelphia 76ers |                    |                                                                                   |               |                                               |
| |                    |                                                                                   |               |                                               |
| Philadelphia 76ers 115 Philadelphia 76ers 137 Brooklyn Nets 98 Brooklyn Nets 105                                                                                         | Punti              | 106 Brooklyn Nets 133 Brooklyn Nets 101 Philadelphia 76ers 134 Philadelphia 76ers |               |                                               |

PRECEDENTI NEI PLAYOFF
|  | Philadelphia 76ers (1979, 2019) | 2 – 1 | Brooklyn Nets (1984) |  |

#### (4) Cleveland Cavaliers - (5) New York Knicks
RISULTATO FINALE: 1-4
| Arbitri: | Zach Zarba Curtis Blair Sean Corbin |

|                |          |                       |
| D. Mitchell 38 | Punti    | J. Brunson 27         |
| D. Mitchell 8  | Assist   | R.J. Barrett 6        |
| J. Allen 14    | Rimbalzi | J. Hart, J. Randle 10 |

| Arbitri: | Tony Brothers Ben Taylor Brent Barnaky |

|                |          |              |
| D. Garland 32  | Punti    | J. Randle 22 |
| D. Mitchell 13 | Assist   | J. Brunson 6 |
| E. Mobley 13   | Rimbalzi | J. Randle 8  |

| Arbitri: | Josh Tiven Courtney Kirkland Justin Van Duyne |

|                           |          |                |
| J. Brunson 21             | Punti    | D. Mitchell 22 |
| J. Brunson 6              | Assist   | D. Mitchell 5  |
| R.J. Barrett, J. Randle 8 | Rimbalzi | E. Mobley 10   |

| Arbitri: | Scott Foster Tre Maddox Kevin Cutler |

|                |          |               |
| J. Brunson 29  | Punti    | D. Garland 23 |
| J. Brunson 6   | Assist   | D. Garland 10 |
| M. Robinson 11 | Rimbalzi | C. LeVert 9   |

| Arbitri: | John Goble Kevin Scott Mitchell Ervin |

|                |          |                |
| D. Mitchell 28 | Punti    | J. Brunson 23  |
| D. Mitchell 5  | Assist   | J. Randle 6    |
| E. Mobley 9    | Rimbalzi | M. Robinson 18 |

PRECEDENTI IN REGULAR SEASON
| Regular Season 2022-23 | Cleveland Cavaliers | 1 – 3                                                                                  | N.Y. Knicks | Referto 1 - Referto 2 - Referto 3 - Referto 4 |
| Cleveland Cavaliers 121 New York Knicks 92 New York Knicks 105 Cleveland Cavaliers 116 Punti 108 New York Knicks 81 Cleveland Cavaliers 103 Cleveland Cavaliers 130 New York Knicks |                     |                                                                                        |             |                                               |
| |                     |                                                                                        |             |                                               |
| Cleveland Cavaliers 121 New York Knicks 92 New York Knicks 105 Cleveland Cavaliers 116                                                                                              | Punti               | 108 New York Knicks 81 Cleveland Cavaliers 103 Cleveland Cavaliers 130 New York Knicks |             |                                               |

PRECEDENTI NEI PLAYOFF
|  | Cleveland Cavaliers | 0 – 3 | N.Y. Knicks (1978, 1995, 1996) |  |

### Semifinali

#### (2) Boston Celtics - (3) Philadelphia 76ers
RISULTATO FINALE: 4-3
| Arbitri: | David Guthrie Courtney Kirkland Karl Lane Justin Van Duyne |

|             |          |              |
| J. Tatum 39 | Punti    | J. Harden 45 |
| M. Smart 7  | Assist   | J. Harden 6  |
| J. Tatum 11 | Rimbalzi | P. Reed 13   |

| Arbitri: | Zach Zarba Kevin Scott Rodney Mott |

|                                      |          |              |
| J. Brown 25                          | Punti    | T. Harris 16 |
| J. Brown, R. Williams, G. Williams 4 | Assist   | J. Harden 4  |
| A. Horford, J. Tatum, R. Williams 7  | Rimbalzi | J. Harden 10 |

| Arbitri: | Scott Foster Ben Taylor Mark Lindsay |

|              |          |              |
| J. Embiid 30 | Punti    | J. Tatum 27  |
| J. Harden 11 | Assist   | M. Brogdon 6 |
| J. Embiid 13 | Rimbalzi | J. Tatum 10  |

| Arbitri: | John Goble James Williams Gediminas Petraitis |

|              |          |             |
| J. Harden 42 | Punti    | J. Tatum 24 |
| J. Harden 9  | Assist   | M. Smart 7  |
| J. Embiid 13 | Rimbalzi | J. Tatum 18 |

| Arbitri: | Marc Davis Josh Tiven Tyler Ford |

|             |          |              |
| J. Tatum 36 | Punti    | J. Embiid 33 |
| J. Tatum 5  | Assist   | J. Harden 10 |
| J. Tatum 10 | Rimbalzi | T. Harris 11 |

| Arbitri: | David Guthrie Ed Malloy Curtis Blair |

|                        |          |               |
| J. Embiid, T. Maxey 26 | Punti    | M. Smart 22   |
| J. Harden 9            | Assist   | M. Smart 7    |
| J. Embiid 10           | Rimbalzi | A. Horford 11 |

| Arbitri: | Scott Foster Eric Lewis Bill Kennedy |

|             |          |              |
| J. Tatum 51 | Punti    | T. Harris 19 |
| J. Tatum 5  | Assist   | J. Harden 7  |
| J. Tatum 13 | Rimbalzi | J. Embiid 8  |

PRECEDENTI IN REGULAR SEASON
| Regular Season 2022-23 | Boston Celtics | 3 – 1                                                                              | Philadelphia 76ers | Referto 1 - Referto 2 - Referto 3 - Referto 4 |
| Boston Celtics 126 Boston Celtics 106 Philadelphia 76ers 107 Philadelphia 76ers 103 Punti 117 Philadelphia 76ers 99 Philadelphia 76ers 110 Boston Celtics 101 Boston Celtics |                |                                                                                    |                    |                                               |
| |                |                                                                                    |                    |                                               |
| Boston Celtics 126 Boston Celtics 106 Philadelphia 76ers 107 Philadelphia 76ers 103                                                                                          | Punti          | 117 Philadelphia 76ers 99 Philadelphia 76ers 110 Boston Celtics 101 Boston Celtics |                    |                                               |

PRECEDENTI NEI PLAYOFF
|  | Boston Celtics (1953, 1957, 1959, 1961, 1965, 1966, 1968, 1969, 1981, 1985, 2002, 2012, 2018, 2020) | 14 – 8 | Philadelphia 76ers (1954, 1954, 1955, 1956, 1967, 1977, 1980, 1982) |  |

#### (5) New York Knicks - (8) Miami Heat
RISULTATO FINALE: 2-4
| Arbitri: | Tony Brothers Bill Kennedy Tyler Ford |

|                            |          |              |
| R.J. Barrett 26            | Punti    | J. Butler 25 |
| R.J. Barrett, J. Brunson 7 | Assist   | K. Lowry 6   |
| M. Robinson 14             | Rimbalzi | J. Butler 11 |

| Arbitri: | Scott Foster Curtis Blair Mark Lindsay |

|               |          |                         |
| J. Brunson 30 | Punti    | C. Martin 22            |
| J. Hart 9     | Assist   | B. Adebayo, K. Lowry 6  |
| J. Randle 12  | Rimbalzi | B. Adebayo, C. Martin 8 |

| Arbitri: | Marc Davis Josh Tiven Brian Forte |

|                                 |          |               |
| J. Butler 28                    | Punti    | J. Brunson 20 |
| K. Love, K. Lowry, G. Vincent 4 | Assist   | J. Brunson 8  |
| B. Adebayo 12                   | Rimbalzi | J. Randle 14  |

| Arbitri: | Zach Zarba Courtney Kirkland Ben Taylor |

|               |          |               |
| J. Butler 27  | Punti    | J. Brunson 32 |
| J. Butler 10  | Assist   | J. Brunson 11 |
| B. Adebayo 13 | Rimbalzi | J. Randle 9   |

| Arbitri: | John Goble Eric Lewis Karl Lane |

|                |          |              |
| J. Brunson 38  | Punti    | J. Butler 19 |
| J. Brunson 7   | Assist   | J. Butler 9  |
| M. Robinson 11 | Rimbalzi | B. Adebayo 8 |

| Arbitri: | Scott Foster Kevin Scott Tre Maddox |

|              |          |                                    |
| J. Butler 24 | Punti    | J. Brunson 41                      |
| K. Lowry 9   | Assist   | J. Brunson, Q. Grimes, J. Randle 3 |
| B. Adebayo 9 | Rimbalzi | J. Randle, M. Robinson 11          |

PRECEDENTI IN REGULAR SEASON
| Regular Season 2022-23 | N.Y. Knicks | 3 – 1                                                                | Miami Heat | Referto 1 - Referto 2 - Referto 3 - Referto 4 |
| New York Knicks 106 Miami Heat 120 Miami Heat 127 New York Knicks 101 Punti 104 Miami Heat 122 New York Knicks 120 New York Knicks 92 Miami Heat |             |                                                                      |            |                                               |
| |             |                                                                      |            |                                               |
| New York Knicks 106 Miami Heat 120 Miami Heat 127 New York Knicks 101                                                                            | Punti       | 104 Miami Heat 122 New York Knicks 120 New York Knicks 92 Miami Heat |            |                                               |

PRECEDENTI NEI PLAYOFF
|  | N.Y. Knicks (1998, 1999, 2000) | 3 – 2 | Miami Heat (1997, 2012) |  |

### Finale

#### (2) Boston Celtics - (8) Miami Heat
RISULTATO FINALE: 3-4
| Arbitri: | Marc Davis Ed Malloy Rodney Mott |

|             |          |              |
| J. Tatum 30 | Punti    | J. Butler 35 |
| M. Smart 11 | Assist   | J. Butler 7  |
| J. Brown 9  | Rimbalzi | B. Adebayo 8 |

Jimmy Butler e i Miami Heat, ottava testa di serie a est, si sono ripresi nella seconda metà per vincere Gara 1 in trasferta: è la terza serie consecutiva in cui vincono la prima partita fuori casa, diventando così la quinta squadra in assoluto a farlo. Sotto di nove all'intervallo, Miami ha segnato un record di franchigia ai playoff mettendo a referto 46 punti nel terzo quarto, grazie all'efficienza dei tiri da oltre l'arco, tirando oltre il 50% dalla profondità (16 su 31). Butler ha segnato 35 punti da record insieme a sette assist, sei palle recuperate e cinque rimbalzi. Bam Adebayo ha aggiunto 20 punti, mentre Kyle Lowry, Caleb Martin, Gabe Vincent e Max Strus hanno segnato 15 punti ciascuno. Jayson Tatum ha guidato i Celtics con 30 punti, ma non è riuscito a segnare un canestro nel quarto quarto. Jaylen Brown ha aggiunto 22 punti e 9 rimbalzi, mentre Malcolm Brogdon ha contribuito con 19 punti. Sebbene Boston abbia ridotto il deficit a quattro punti alla fine del quarto quarto, non è stato in grado di cucire lo svantaggio, scendendo a 4–4 in casa questa post-season.

| Arbitri: | Zach Zarba James Williams Tyler Ford |

|             |          |               |
| J. Tatum 34 | Punti    | J. Butler 27  |
| J. Tatum 8  | Assist   | B. Adebayo 9  |
| J. Tatum 13 | Rimbalzi | B. Adebayo 17 |

Similmente a quanto fatto nella vittoria contro i Milwaukee Bucks e i New York Knicks, gli Heat hanno superato il sesto divario a doppia cifra dei playoff, riportando la serie a Miami con un vantaggio di 2-0. Jimmy Butler ha segnato 27 punti, di cui 9 durante un parziale di 18–4 alla fine del quarto quarto, che ha trasformato uno svantaggio di nove punti in un vantaggio di 105–100. Bam Adebayo ha registrato 22 punti, 17 rimbalzi e 9 assist, mentre Caleb Martin è uscito dalla panchina e ha fornito una prestazione record di 25 punti, con gli Heat che sono diventati la prima testa di serie numero 8 a prendere un vantaggio di 2-0 nelle finali di conference. Per i Celtics, Jayson Tatum ha messo a segno 34 punti, 13 rimbalzi e 8 assist, ma non è riuscito a realizzare un tiro dal campo nel quarto quarto per la seconda partita consecutiva. Anche Jaylen Brown non è andato bene, poiché ha convertito solo 7 dei suoi 23 tentativi di tiro ed è andato 1 su 5 dal campo nel quarto, mentre Miami ha superato Boston 36–22 nell'ultimo quarto.

| Arbitri: | Tony Brothers Kevin Scott Curtis Blair |

|               |          |             |
| G. Vincent 29 | Punti    | J. Tatum 14 |
| J. Butler 6   | Assist   | M. Smart 8  |
| J. Butler 8   | Rimbalzi | J. Tatum 10 |

Grazie ad uno sforzo corale di squadra, gli Heat risultano dominanti in casa migliorando il proprio parziale e portandolo a 6-0 nella postseason. miami si trova ad una vittoria dalla sua sesta apparizione alle finali NBA nelle ultime 13 stagioni. Gabe Vincent ha segnato 29 punti, con un bottino di 11 tiri su 14, Duncan Robinson ne ha segnati 22 e Caleb Martin ha aggiunto 18 punti; tutti e tre i giocatori sono entrati nell'NBA senza essere stati selezionati al Draft. Inoltre, Jimmy Butler ha segnato 16 punti e 6 assist, Bam Adebayo ne ha aggiunti 13 e Max Strus ha portato a casa 10punti per gli Heat.
Per Boston, il duo All-NBA di Jayson Tatum e Jaylen Brown è stato un no-show, poiché insieme hanno raggiunto soli 26 punti (12 su 35 con il 34% dal campo e 1 su 14, ovvero il 7%, da tre punti. È mancato ai Celtics anche il contributo della difesa, poiché hanno permesso a Miami di tirare con il 57% dal campo e con il 54% da oltre l'arco, risultando in un sostanziale svantaggio di 33 punti nel terzo quarto che ha spinto l'allenatore Joe Mazzulla a svuotare la panchina negli ultimi 12 minuti.

| Arbitri: | Scott Foster John Goble Courtney Kirkland |

|              |          |             |
| J. Butler 29 | Punti    | J. Tatum 33 |
| K. Lowry 6   | Assist   | J. Tatum 7  |
| J. Butler 9  | Rimbalzi | J. Tatum 11 |

| Arbitri: | Marc Davis David Guthrie Bill Kennedy |

|               |          |                |
| D. White 24   | Punti    | D. Robinson 18 |
| J. Tatum 11   | Assist   | D. Robinson 9  |
| A. Horford 11 | Rimbalzi | B. Adebayo 8   |

| Arbitri: | Zach Zarba Josh Tiven James Williams |

|              |          |             |
| J. Butler 24 | Punti    | J. Tatum 31 |
| J. Butler 8  | Assist   | D. White 6  |
| C. Martin 15 | Rimbalzi | J. Tatum 12 |

| Arbitri: | Marc Davis Kevin Scott Brian Forte |

|             |          |                          |
| J. Brown 19 | Punti    | J. Butler 28             |
| J. Brown 5  | Assist   | B. Adebayo 7             |
| J. Tatum 11 | Rimbalzi | B. Adebayo, C. Martin 10 |

PRECEDENTI IN REGULAR SEASON
| Regular Season 2022-23 | Boston Celtics | 2 – 2                                                                       | Miami Heat | Referto 1 - Referto 2 - Referto 3 - Referto 4 |
| Miami Heat 104 Boston Celtics 134 Boston Celtics 116 Miami Heat 98 Punti 111 Boston Celtics 121 Miami Heat 120 Miami Heat (1 t.s.) 95 Boston Celtics |                |                                                                             |            |                                               |
| |                |                                                                             |            |                                               |
| Miami Heat 104 Boston Celtics 134 Boston Celtics 116 Miami Heat 98                                                                                   | Punti          | 111 Boston Celtics 121 Miami Heat 120 Miami Heat (1 t.s.) 95 Boston Celtics |            |                                               |

PRECEDENTI NEI PLAYOFF
|  | Boston Celtics (2010, 2022) | 2 – 3 | Miami Heat (2011, 2012, 2020) |  |

#### NBA Eastern Conference Finals MVP
Jimmy Butler si è aggiudicato il titolo (2ª edizione) di "MVP delle finali annuali della Eastern Conference", con una media di 24,7 punti, 7,6 rimbalzi e 6,1 assist con il 42% dal campo, il 35% da oltre l'arco e l'83% dalla linea di tiro libero.

## Western Conference

### Primo turno

#### (1) Denver Nuggets - (8) Minnesota Timberwolves
RISULTATO FINALE: 4-1
| Arbitri: | Josh Tiven Pat Fraher Rodney Mott |

|              |          |               |
| J. Murray 24 | Punti    | A. Edwards 18 |
| J. Murray 8  | Assist   | A. Edwards 5  |
| N. Jokić 14  | Rimbalzi | R. Gobert 13  |

| Arbitri: | Marc Davis Ed Malloy Tyler Ford |

|              |          |               |
| J. Murray 40 | Punti    | A. Edwards 41 |
| N. Jokić 9   | Assist   | M. Conley 7   |
| A. Gordon 10 | Rimbalzi | K. Towns 12   |

| Arbitri: | Zach Zarba James Williams Eric Dalen |

|               |          |                  |
| A. Edwards 36 | Punti    | M. Porter Jr. 25 |
| K. Anderson 6 | Assist   | N. Jokić 12      |
| R. Gobert 10  | Rimbalzi | N. Jokić 11      |

| Arbitri: | David Guthrie Bill Kennedy Ray Acosta |

|               |          |             |
| A. Edwards 34 | Punti    | N. Jokić 43 |
| M. Conley 8   | Assist   | N. Jokić 6  |
| R. Gobert 15  | Rimbalzi | N. Jokić 11 |

| Arbitri: | Scott Foster Curtis Blair Brian Forte |

|              |          |               |
| J. Murray 35 | Punti    | A. Edwards 29 |
| N. Jokić 12  | Assist   | M. Conley 9   |
| N. Jokić 17  | Rimbalzi | R. Gobert 15  |

PRECEDENTI IN REGULAR SEASON
| Regular Season 2022-23 | Denver Nuggets | 2 – 2                                                                                      | Minnesota T'wolves | Referto 1 - Referto 2 - Referto 3 - Referto 4 |
| Minnesota Timberwolves 124 Denver Nuggets 122 Minnesota Timberwolves 128 Denver Nuggets 146 Punti 111 Denver Nuggets 118 Minnesota Timberwolves 98 Denver Nuggets 112 Minnesota Timberwolves |                |                                                                                            |                    |                                               |
| |                |                                                                                            |                    |                                               |
| Minnesota Timberwolves 124 Denver Nuggets 122 Minnesota Timberwolves 128 Denver Nuggets 146                                                                                                  | Punti          | 111 Denver Nuggets 118 Minnesota Timberwolves 98 Denver Nuggets 112 Minnesota Timberwolves |                    |                                               |

PRECEDENTI NEI PLAYOFF
|  | Denver Nuggets | 0 – 1 | Minnesota T'wolves (2004) |  |

#### (2) Memphis Grizzlies - (7) Los Angeles Lakers
RISULTATO FINALE: 2-4
| Arbitri: | Scott Foster Eric Lewis Aaron Smith |

|                        |          |                 |
| J. Jackson Jr. 31      | Punti    | R. Hachimura 29 |
| D. Bane 6              | Assist   | D. Russell 7    |
| S. Aldama, J. Morant 6 | Rimbalzi | A. Davis 12     |

| Arbitri: | Josh Tiven Courtney Kirkland Justin Van Duyne |

|               |          |                         |
| X. Tillman 22 | Punti    | L. James 28             |
| T. Jones 8    | Assist   | A. Reaves, D. Russell 4 |
| X. Tillman 13 | Rimbalzi | L. James 12             |

| Arbitri: | Marc Davis Ed Malloy Brian Forte |

|              |          |               |
| A. Davis 31  | Punti    | J. Morant 45  |
| D. Russell 7 | Assist   | J. Morant 13  |
| A. Davis 17  | Rimbalzi | X. Tillman 12 |

| Arbitri: | John Goble Sean Wright Mitchell Ervin |

|              |          |                   |
| A. Reaves 23 | Punti    | D. Bane 36        |
| L. James 7   | Assist   | J. Morant 7       |
| L. James 20  | Rimbalzi | J. Jackson Jr. 14 |

| Arbitri: | David Guthrie Bill Kennedy Nick Buchert |

|                                    |          |               |
| D. Bane 33                         | Punti    | A. Davis 31   |
| J. Morant 7                        | Assist   | D. Russell 10 |
| D. Bane, J. Jackson Jr., J. Morant | Rimbalzi | A. Davis 19   |

| Arbitri: | Tony Brothers Kevin Scott Sean Corbin |

|               |          |                        |
| D. Russell 31 | Punti    | S. Aldama 16           |
| A. Reaves 8   | Assist   | J. Morant 6            |
| A. Davis 14   | Rimbalzi | D. Roddy, X. Tillman 6 |

PRECEDENTI IN REGULAR SEASON
| Regular Season 2022-23 | Memphis Grizzlies | 1 – 2                                                              | L.A. Lakers | Referto 1 - Referto 2 - Referto 3 |
| Los Angeles Lakers 122 Memphis Grizzlies 121 Los Angeles Lakers 112 Punti 121 Memphis Grizzlies 109 Los Angeles Lakers 103 Memphis Grizzlies |                   |                                                                    |             |                                   |
| |                   |                                                                    |             |                                   |
| Los Angeles Lakers 122 Memphis Grizzlies 121 Los Angeles Lakers 112                                                                          | Punti             | 121 Memphis Grizzlies 109 Los Angeles Lakers 103 Memphis Grizzlies |             |                                   |

PRECEDENTI NEI PLAYOFF

Si è trattata della prima sfida tra le due squadre ai playoff.

#### (3) Sacramento Kings - (6) Golden State Warriors
RISULTATO FINALE: 3-4
| Arbitri: | John Goble Ed Malloy Sean Wright |

|               |          |                       |
| D. Fox 38     | Punti    | S. Curry 30           |
| D. Fox 5      | Assist   | D. Green 11           |
| D. Sabonis 16 | Rimbalzi | D. Green, K. Looney 9 |

| Arbitri: | Zach Zarba Courtney Kirkland Gediminas Petraitis |

|                       |          |             |
| D. Fox, D. Sabonis 24 | Punti    | S. Curry 28 |
| D. Fox 9              | Assist   |             |
| D. Sabonis 9          | Rimbalzi | K. Looney 7 |

| Arbitri: | Eric Lewis Kevin Scott Sean Corbin |

|              |          |               |
| S. Curry 36  | Punti    | D. Fox 26     |
| K. Looney 9  | Assist   | D. Fox 9      |
| K. Looney 20 | Rimbalzi | D. Sabonis 16 |

| Arbitri: | Josh Tiven James Williams Pat Fraher |

|              |          |              |
| S. Curry 32  | Punti    | D. Fox 38    |
| D. Green 7   | Assist   | D. Sabonis 8 |
| K. Looney 14 | Rimbalzi | D. Fox 9     |

| Arbitri: | Tony Brothers Mark Lindsay Tyler Ford |

|               |          |              |
| D. Fox 24     | Punti    | S. Curry 31  |
| D. Fox 9      | Assist   | S. Curry 8   |
| D. Sabonis 10 | Rimbalzi | K. Looney 22 |

| Arbitri: | David Guthrie Bill Kennedy Ben Taylor |

|              |          |              |
| S. Curry 29  | Punti    | M. Monk 28   |
| D. Green 10  | Assist   | D. Fox 11    |
| K. Looney 13 | Rimbalzi | K. Murray 12 |

| Arbitri: | Scott Foster Kevin Scott Curtis Blair |

|                       |          |              |
| D. Sabonis 22         | Punti    | S. Curry 50  |
| D. Sabonis 7          | Assist   | D. Green 8   |
| K. Huerter, M. Monk 9 | Rimbalzi | K. Looney 21 |

PRECEDENTI IN REGULAR SEASON
| Regular Season 2022-23 | Sacramento Kings | 1 – 3                                                                                         | G.S. Warriors | Referto 1 - Referto 2 - Referto 3 - Referto 4 |
| Golden State Warriors 130 Golden State Warriors 116 Sacramento Kings 122 Sacramento Kings 97 Punti 125 Sacramento Kings 113 Sacramento Kings 115 Golden State Warriors 119 Golden State Warriors |                  |                                                                                               |               |                                               |
| |                  |                                                                                               |               |                                               |
| Golden State Warriors 130 Golden State Warriors 116 Sacramento Kings 122 Sacramento Kings 97 | Punti            | 125 Sacramento Kings 113 Sacramento Kings 115 Golden State Warriors 119 Golden State Warriors |               |                                               |

PRECEDENTI NEI PLAYOFF

Si è trattata della prima sfida tra le due squadre ai playoff.

#### (4) Phoenix Suns - (5) Los Angeles Clippers
RISULTATO FINALE: 4-1
| Arbitri: | Marc Davis Kevin Scott Brian Forte Scott Twardoski |

|              |          |                |
| K. Durant 27 | Punti    | K. Leonard 38  |
| K. Durant 11 | Assist   | R. Westbrook 8 |
| C. Paul 11   | Rimbalzi | I. Zubac 15    |

| Arbitri: | Scott Foster Eric Lewis JB DeRosa |

|              |          |               |
| D. Booker 38 | Punti    | K. Leonard 31 |
| D. Booker 9  | Assist   | K. Leonard 7  |
| D. Ayton 13  | Rimbalzi | K. Leonard 8  |

| Arbitri: | David Guthrie Bill Kennedy Jacyn Goble |

|                          |          |              |
| N. Powell 42             | Punti    | D. Booker 45 |
| R. Westbrook 12          | Assist   | C. Paul 7    |
| R. Westbrook, I. Zubac 8 | Rimbalzi | D. Ayton 11  |

| Arbitri: | Tony Brothers Curtis Blair Nick Buchert |

|                         |          |              |
| R. Westbrook 37         | Punti    | K. Durant 31 |
| T. Mann, R. Westbrook 3 | Assist   | C. Paul 9    |
| I. Zubac 9              | Rimbalzi | D. Ayton 13  |

| Arbitri: | Zach Zarba Ben Taylor Karl Lane |

|              |          |                         |
| D. Booker 47 | Punti    | N. Powell 27            |
| D. Booker 10 | Assist   | R. Westbrook 8          |
| D. Ayton 11  | Rimbalzi | M. Plumlee, I. Zubac 10 |

PRECEDENTI IN REGULAR SEASON
| Regular Season 2022-23 | Phoenix Suns | 2 – 2                                                                               | L.A. Clippers | Referto 1 - Referto 2 - Referto 3 - Referto 4 |
| Los Angeles Clippers 95 Los Angeles Clippers 95 Phoenix Suns 107 Phoenix Suns 114 Punti 112 Phoenix Suns 111 Phoenix Suns 116 Los Angeles Clippers 119 Los Angeles Clippers |              |                                                                                     |               |                                               |
| |              |                                                                                     |               |                                               |
| Los Angeles Clippers 95 Los Angeles Clippers 95 Phoenix Suns 107 Phoenix Suns 114                                                                                           | Punti        | 112 Phoenix Suns 111 Phoenix Suns 116 Los Angeles Clippers 119 Los Angeles Clippers |               |                                               |

PRECEDENTI NEI PLAYOFF
|  | Phoenix Suns (2006, 2021) | 2 – 0 | L.A. Clippers |  |

### Semifinali

#### (1) Denver Nuggets - (4) Phoenix Suns
RISULTATO FINALE: 4-2
| Arbitri: | Marc Davis Josh Tiven Tre Maddox |

|              |          |              |
| J. Murray 34 | Punti    | K. Durant 29 |
| J. Murray 9  | Assist   | D. Booker 8  |
| N. Jokić 19  | Rimbalzi | K. Durant 14 |

| Arbitri: | John Goble Eric Lewis Sean Wright |

|             |          |                       |
| N. Jokić 39 | Punti    | D. Booker 35          |
| J. Murray 8 | Assist   | D. Booker, C. Paul 6  |
| N. Jokić 16 | Rimbalzi | K. Durant, D. Ayton 8 |

| Arbitri: | Zach Zarba James Williams Sean Corbin |

|                                   |          |              |
| D. Booker 47                      | Punti    | J. Murray 32 |
| D. Booker 9                       | Assist   | N. Jokić 17  |
| D. Ayton, K. Durant, J. Landale 9 | Rimbalzi | N. Jokić 17  |

| Arbitri: | Tony Brothers Ed Malloy Jacyn Goble |

|                         |          |                  |
| D. Booker, K. Durant 36 | Punti    | N. Jokić 53      |
| D. Booker 12            | Assist   | N. Jokić 11      |
| K. Durant 11            | Rimbalzi | M. Porter Jr. 10 |

| Arbitri: | David Guthrie Bill Kennedy Brian Forte |

|             |          |              |
| N. Jokić 29 | Punti    | D. Booker 28 |
| N. Jokić 12 | Assist   | K. Durant 7  |
| N. Jokić 13 | Rimbalzi | K. Durant 11 |

| Arbitri: | Marc Davis Ben Taylor Tyler Ford |

|                       |          |             |
| C. Payne 31           | Punti    | N. Jokić 32 |
| D. Booker 8           | Assist   | N. Jokić 12 |
| C. Payne, L. Shamet 6 | Rimbalzi | N. Jokić 10 |

PRECEDENTI IN REGULAR SEASON
| Regular Season 2022-23 | Denver Nuggets | 2 – 2                                                                 | Phoenix Suns | Referto 1 - Referto 2 - Referto 3 - Referto 4 |
| (1 t.s.) Denver Nuggets 128 Denver Nuggets 126 Phoenix Suns 100 Phoenix Suns 119 Punti 125 Phoenix Suns 97 Phoenix Suns 93 Denver Nuggets 115 Denver Nuggets |                |                                                                       |              |                                               |
| |                |                                                                       |              |                                               |
| (1 t.s.) Denver Nuggets 128 Denver Nuggets 126 Phoenix Suns 100 Phoenix Suns 119                                                                             | Punti          | 125 Phoenix Suns 97 Phoenix Suns 93 Denver Nuggets 115 Denver Nuggets |              |                                               |

PRECEDENTI NEI PLAYOFF
|  | Denver Nuggets (1983) | 1 – 3 | Phoenix Suns (1982, 1989, 2021) |  |

#### (6) Golden State Warriors - (7) Los Angeles Lakers
RISULTATO FINALE: 2-4
| Arbitri: | Marc Davis Ed Malloy Nick Buchert |

|              |          |              |
| S. Curry 27  | Punti    | A. Davis 30  |
| D. Green 7   | Assist   | D. Russell 6 |
| K. Looney 23 | Rimbalzi | A. Davis 23  |

| Arbitri: | Tony Brothers Eric Lewis Pat Fraher |

|                |          |                      |
| K. Thompson 30 | Punti    | L. James 23          |
| S. Curry 12    | Assist   | D. Russell 8         |
| D. Green 11    | Rimbalzi | A. Davis, L. James 7 |

| Arbitri: | David Guthrie Bill Kennedy Mitchell Ervin |

|             |          |              |
| A. Davis 25 | Punti    | S. Curry 23  |
| L. James 8  | Assist   | J. Poole 6   |
| A. Davis 13 | Rimbalzi | A. Wiggins 9 |

| Arbitri: | Scott Foster Kevin Scott Curtis Blair |

|             |          |                       |
| L. James 27 | Punti    | S. Curry 31           |
| L. James 6  | Assist   | S. Curry 14           |
| A. Davis 15 | Rimbalzi | S. Curry, D. Green 10 |

| Arbitri: | Zach Zarba James Williams Gediminas Petraitis |

|             |          |                      |
| S. Curry 27 | Punti    | L. James 25          |
| S. Curry 8  | Assist   | A. Reaves 5          |
| D. Green 10 | Rimbalzi | A. Davis, L. James 9 |

| Arbitri: | John Goble Courtney Kirkland Mark Lindsay |

|             |          |                         |
| L. James 30 | Punti    | S. Curry 32             |
| L. James 9  | Assist   | S. Curry, K. Thompson 5 |
| A. Davis 20 | Rimbalzi | K. Looney 18            |

PRECEDENTI IN REGULAR SEASON
| Regular Season 2022-23 | G.S. Warriors | 1 – 3                                                                                             | L.A. Lakers | Referto 1 - Referto 2 - Referto 3 - Referto 4 |
| Golden State Warriors 123 Golden State Warriors 103 Los Angeles Lakers 124 Los Angeles Lakers 113 Punti 109 Los Angeles Lakers 109 Los Angeles Lakers 111 Golden State Warriors 105 Golden State Warriors |               |                                                                                                   |             |                                               |
| |               |                                                                                                   |             |                                               |
| Golden State Warriors 123 Golden State Warriors 103 Los Angeles Lakers 124 Los Angeles Lakers 113 | Punti         | 109 Los Angeles Lakers 109 Los Angeles Lakers 111 Golden State Warriors 105 Golden State Warriors |             |                                               |

PRECEDENTI NEI PLAYOFF
|  | G.S. Warriors (1967) | 1 – 6 | L.A. Lakers (1968, 1969, 1973, 1977, 1987, 1991) |  |

### Finale

#### (1) Denver Nuggets - (7) Los Angeles Lakers
RISULTATO FINALE: 4-0
| Arbitri: | Zach Zarba Eric Lewis Ben Taylor |

|             |          |             |
| N. Jokić 34 | Punti    | A. Davis 40 |
| N. Jokić 14 | Assist   | L. James 9  |
| N. Jokić 21 | Rimbalzi | L. James 12 |

I Nuggets iniziano nel modo migliore la serie che li può portare alle loro prime finali NBA nella loro 47ª stagione, con Nikola Jokić che ha registrato la sua sesta tripla doppia dei playoff, con 34 punti, 21 rimbalzi e 14 assist (12 tiri su 17 dal campo), superando da solo i Lakers nel primo quarto 16 a 13. Altri cinque giocatori di Denver hanno chiuso in doppia cifra, con Jamal Murray che ha segnato 31 punti (60% dal campo). Per i Lakers, Anthony Davis ha chiuso con 40 punti, mentre LeBron James ha messo a segno 26 punti, 12 rimbalzi e 9 assist. Los Angeles era in svantaggio di ben 21 punti ma ha pareggiato più volte con canestri da tre punti nel quarto quarto: Austin Reaves che ha segnato 11 dei suoi 23 punti proprio nell'ultimo quarto. I Nuggets si portano sul 7-0 in casa in questa post-season

| Arbitri: | Tony Brothers David Guthrie Brian Forte Pat Fraher |

|              |          |                        |
| J. Murray 37 | Punti    | L. James, A. Reaves 22 |
| N. Jokić 12  | Assist   | L. James 10            |
| N. Jokić 17  | Rimbalzi | A. Davis 14            |

I Nuggets, per la prima volta nella storia della franchigia, si portano sul 2-0 nelle finali della conference, grazie alla prestazione da 23 punti nel quarto quarto di Jamal Murray, nonostante avesse registrato un parziale di 5 su 17 dal campo all'inizio del quarto quarto. Murray ha tirato 6 su 7 dal campo e ha segnato 23 dei 32 punti proprio nel quarto quarto, alimentando un fondamentale parziale di 15-1 che ha portato Denver in vantaggio. Nikola Jokić ha registrato la sua 13esima tripla doppia complessiva nei playoff, contribuendo con 23 punti, 17 rimbalzi e 12 assist. Riguardo ai Lakers, Rui Hachimura ha tirato 7 su 7 nel primo tempo e ha chiuso con 21 punti, mentre Austin Reaves ha segnato 22 punti. Tuttavia, il duo LeBron James e Anthony Davis ha tirato 13 su 34, con James che è andato 0 su 10 da oltre l'arco nelle prime due partite della serie.

| Arbitri: | Scott Foster Bill Kennedy Mark Lindsay |

|             |          |                  |
| A. Davis 28 | Punti    | J. Murray 37     |
| L. James 12 | Assist   | N. Jokić 8       |
| A. Davis 18 | Rimbalzi | M. Porter Jr. 10 |

I Nuggets respingono i Lakers in casa loro, consegnandogli la prima sconfitta casalinga dal 26 marzo e si avvicinano così alla loro prima apparizione alle finali NBA. Sotto di uno a meno di otto minuti dalla fine, i Nuggets hanno orchestrato un decisivo parziale di 13-0, capitalizzando su una performance disciplinata di squadra che ha fruttato 30 assist e sole cinque palle perse. Jamal Murray ha ripreso da dove aveva interrotto in gara 2, segnando 30 dei suoi 37 punti nel primo tempo, mentre Nikola Jokić ha segnato 15 dei suoi 24 punti nel quarto quarto. Anthony Davis ha guidato i Lakers con 28 punti e 18 rimbalzi, LeBron James ha contribuito con 23 punti e 12 assist e Austin Reaves ha segnato 23 punti con 7 rimbalzi. Tuttavia, a Los Angeles manca la profondità: solo Rui Hachimura si aggiunge con un contributo a doppia cifra

| Arbitri: | Marc Davis Josh Tiven Tre Maddox |

|             |          |             |
| L. James 40 | Punti    | N. Jokić 30 |
| L. James 9  | Assist   | N. Jokić 13 |
| A. Davis 14 | Rimbalzi | N. Jokić 14 |

I Nuggets hanno esorcizzato i loro demoni dei playoff contro i Lakers e sono passati alle loro prime finali NBA in 47 anni di storia. Denver ha dovuto affrontare uno svantaggio di 15 punti nel primo tempo, ma ha iniziato il secondo tempo con un parziale di 36-14. Los Angeles ha pareggiato la partita negli ultimi minuti, dopo aver cancellato uno svantaggio di 7 punti, ma la tripla in fase di caduta di Nikola Jokić da più di 7,5 metri (25 piedi) ha dato il via libera e sigillato la prima serie di playoff dei Nuggets nella storia della franchigia.
Jokić ha battuto un record dei playoff NBA; con la sua ottava tripla doppia dei playoff, composta da 30 punti, 14 rimbalzi e 13 assist, diventa ufficialmente il leader di tutti i tempi per Triple Doppie in una singola postseason nella storia della lega, battendo il record precedentemente condiviso con Wilt Chamberlain di 7 triple doppie (quest'ultimo le ha realizzata ai playoff del 1967.
Jamal Murray e Aaron Gordon hanno contribuito rispettivamente con 25 e 22 punti. LeBron James, nonostante i 40 punti messi a segno, 10 rimbalzi e 9 assist, ha mancato i tiri critici, incluso un potenziale tiro di pareggio che è stato bloccato da Gordon negli ultimi secondi. Anthony Davis ha contribuito con 21 punti e 14 rimbalzi e Austin Reaves ha segnato 17 punti, con i Lakers spazzati via per l'undicesima volta nella storia della squadra.
PRECEDENTI IN REGULAR SEASON
| Regular Season 2022-23 | Denver Nuggets | 2 – 2                                                                              | L.A. Lakers | Referto 1 - Referto 2 - Referto 3 - Referto 4 |
| Denver Nuggets 110 Los Angeles Lakers 121 Los Angeles Lakers 126 Denver Nuggets 122 Punti 99 Los Angeles Lakers 110 Denver Nuggets 108 Denver Nuggets 109 Los Angeles Lakers |                |                                                                                    |             |                                               |
| |                |                                                                                    |             |                                               |
| Denver Nuggets 110 Los Angeles Lakers 121 Los Angeles Lakers 126 Denver Nuggets 122                                                                                          | Punti          | 99 Los Angeles Lakers 110 Denver Nuggets 108 Denver Nuggets 109 Los Angeles Lakers |             |                                               |

PRECEDENTI NEI PLAYOFF
|  | Denver Nuggets | 0 – 7 | L.A. Lakers (1979, 1985, 1987, 2008, 2009, 2012, 2020) |  |

#### NBA Western Conference Finals MVP
Nikola Jokić si è aggiudicato il titolo (2ª edizione) di "MVP delle finali annuali della Western Conference", con una media di 27,8 punti, 14,5 rimbalzi e 11,8 assist con il 51% dal campo, il 47% da oltre l'arco e il 78% dalla linea di tiro libero.

## NBA Finals 2023

### Denver Nuggets - Miami Heat
RISULTATO FINALE
|  | Denver Nuggets | 4 – 1 | Miami Heat |  |

PRECEDENTI IN REGULAR SEASON
| Regular Season 2022-23                                                    | Denver Nuggets | 2 – 0                             | Miami Heat | Referto 1 - Referto 2 |
| Denver Nuggets 124 Miami Heat 108 Punti 119 Miami Heat 112 Denver Nuggets |                |                                   |            |                       |
|                                                                           |                |                                   |            |                       |
| Denver Nuggets 124 Miami Heat 108                                         | Punti          | 119 Miami Heat 112 Denver Nuggets |            |                       |

PRECEDENTI NEI PLAYOFF
|  | Denver Nuggets | 0 – 0 | Miami Heat |  |

#### Roster
| \| Pos. \| Num. \| Naz. \| Nome \| Altezza \| Peso \| Data nascita \| Provenienza \| \| ---- \| ---- \| ---------------------- \| ------------------------- \| ------- \| ------ \| ------------ \| -------------- \| \| AP \| 0 \| Stati Uniti (bandiera) \| Braun, Christian \| 198 cm \| 100 kg \| 17-04-2001 \| Kansas \| \| AP \| 11 \| Stati Uniti (bandiera) \| Brown, Bruce \| 193 cm \| 92 kg \| 15-08-1996 \| Miami (FL) \| \| C \| 13 \| Stati Uniti (bandiera) \| Bryant, Thomas \| 211 cm \| 112 kg \| 31-07-1997 \| Indiana \| \| AP \| 5 \| Stati Uniti (bandiera) \| Caldwell-Pope, Kentavious \| 196 cm \| 93 kg \| 18-02-1993 \| Georgia \| \| AG \| 31 \| Slovenia (bandiera) \| Čančar, Vlatko \| 203 cm \| 107 kg \| 10-04-1997 \| Slovenia \| \| AP \| 21 \| Stati Uniti (bandiera) \| Gillespie, Collin (TW) \| 185 cm \| 88 kg \| 25-06-1999 \| Villanova \| \| AG \| 50 \| Stati Uniti (bandiera) \| Gordon, Aaron \| 203 cm \| 107 kg \| 16-09-1995 \| Arizona \| \| AG \| 32 \| Stati Uniti (bandiera) \| Green, Jeff \| 203 cm \| 107 kg \| 28-08-1986 \| Georgetown \| \| G \| 7 \| Stati Uniti (bandiera) \| Jackson, Reggie \| 188 cm \| 94 kg \| 16-04-1990 \| Boston College \| \| C \| 15 \| Serbia (bandiera) \| Jokić, Nikola \| 211 cm \| 129 kg \| 19-02-1995 \| Serbia \| \| C \| 6 \| Stati Uniti (bandiera) \| Jordan, DeAndre \| 211 cm \| 120 kg \| 21-07-1988 \| Texas A&M \| \| AP \| 27 \| Canada (bandiera) \| Murray, Jamal \| 193 cm \| 98 kg \| 23-02-1997 \| Kentucky \| \| AG/C \| 22 \| Stati Uniti (bandiera) \| Nnaji, Zeke \| 206 cm \| 109 kg \| 09-01-2001 \| Arizona \| \| AG \| 1 \| Stati Uniti (bandiera) \| Porter, Michael \| 208 cm \| 99 kg \| 29-06-1998 \| Missouri \| \| AP \| 14 \| Stati Uniti (bandiera) \| Smith, Ish \| 183 cm \| 79 kg \| 05-07-1988 \| Wake Forest \| \| AP \| 8 \| Stati Uniti (bandiera) \| Watson, Peyton \| 201 cm \| 91 kg \| 11-09-2002 \| UCLA \| \| AG \| 10 \| Australia (bandiera) \| White, Jack (TW) \| 201 cm \| 102 kg \| 05-08-1997 \| Duke \| | Allenatore - Michael Malone Assistente/i - David Adelman - John Beckett - Ryan Bowen - Popeye Jones - Charles Klask - Ryan Saunders - Ognjen Stojaković Legenda - (C) Capitano - (FA) Free agent - (S) Sospeso - (TW) Contratto Two-way - (GL) Assegnato a squadra G League affiliata - Infortunato Roster • Transazioni · Ultima transazione: 14 febbraio 2023 |                        |                           |         |        |              |                |
| Pos. | Num. | Naz.                   | Nome                      | Altezza | Peso   | Data nascita | Provenienza    |
| AP | 0 | Stati Uniti (bandiera) | Braun, Christian          | 198 cm  | 100 kg | 17-04-2001   | Kansas         |
| AP | 11 | Stati Uniti (bandiera) | Brown, Bruce              | 193 cm  | 92 kg  | 15-08-1996   | Miami (FL)     |
| C | 13 | Stati Uniti (bandiera) | Bryant, Thomas            | 211 cm  | 112 kg | 31-07-1997   | Indiana        |
| AP | 5 | Stati Uniti (bandiera) | Caldwell-Pope, Kentavious | 196 cm  | 93 kg  | 18-02-1993   | Georgia        |
| AG | 31 | Slovenia (bandiera)    | Čančar, Vlatko            | 203 cm  | 107 kg | 10-04-1997   | Slovenia       |
| AP | 21 | Stati Uniti (bandiera) | Gillespie, Collin (TW)    | 185 cm  | 88 kg  | 25-06-1999   | Villanova      |
| AG | 50 | Stati Uniti (bandiera) | Gordon, Aaron             | 203 cm  | 107 kg | 16-09-1995   | Arizona        |
| AG | 32 | Stati Uniti (bandiera) | Green, Jeff               | 203 cm  | 107 kg | 28-08-1986   | Georgetown     |
| G | 7 | Stati Uniti (bandiera) | Jackson, Reggie           | 188 cm  | 94 kg  | 16-04-1990   | Boston College |
| C | 15 | Serbia (bandiera)      | Jokić, Nikola             | 211 cm  | 129 kg | 19-02-1995   | Serbia         |
| C | 6 | Stati Uniti (bandiera) | Jordan, DeAndre           | 211 cm  | 120 kg | 21-07-1988   | Texas A&M      |
| AP | 27 | Canada (bandiera)      | Murray, Jamal             | 193 cm  | 98 kg  | 23-02-1997   | Kentucky       |
| AG/C | 22 | Stati Uniti (bandiera) | Nnaji, Zeke               | 206 cm  | 109 kg | 09-01-2001   | Arizona        |
| AG | 1 | Stati Uniti (bandiera) | Porter, Michael           | 208 cm  | 99 kg  | 29-06-1998   | Missouri       |
| AP | 14 | Stati Uniti (bandiera) | Smith, Ish                | 183 cm  | 79 kg  | 05-07-1988   | Wake Forest    |
| AP | 8 | Stati Uniti (bandiera) | Watson, Peyton            | 201 cm  | 91 kg  | 11-09-2002   | UCLA           |
| AG | 10 | Australia (bandiera)   | White, Jack (TW)          | 201 cm  | 102 kg | 05-08-1997   | Duke           |

| \| Pos. \| Num. \| Naz. \| Nome \| Altezza \| Peso \| Data nascita \| Provenienza \| \| ---- \| ---- \| ---------------------- \| ------------------ \| ------- \| ------ \| ------------ \| ---------------- \| \| AG/C \| 13 \| Stati Uniti (bandiera) \| Adebayo, Bam \| 206 cm \| 116 kg \| 18-07-1997 \| Kentucky \| \| AG \| 22 \| Stati Uniti (bandiera) \| Butler, Jimmy \| 201 cm \| 104 kg \| 14-09-1989 \| Marquette \| \| AG \| 8 \| Stati Uniti (bandiera) \| Cain, Jamal (TW) \| 201 cm \| 87 kg \| 20-03-1999 \| Oakland \| \| AG \| 40 \| Stati Uniti (bandiera) \| Haslem, Udonis \| 203 cm \| 107 kg \| 09-06-1980 \| Florida \| \| G \| 14 \| Stati Uniti (bandiera) \| Herro, Tyler \| 196 cm \| 88 kg \| 20-01-2000 \| Kentucky \| \| AG \| 24 \| Stati Uniti (bandiera) \| Highsmith, Haywood \| 193 cm \| 100 kg \| 09-12-1996 \| Wheeling \| \| AG \| 5 \| Serbia (bandiera) \| Jović, Nikola \| 208 cm \| 93 kg \| 09-06-2003 \| Serbia \| \| AG \| 42 \| Stati Uniti (bandiera) \| Love, Kevin \| 203 cm \| 114 kg \| 07-09-1988 \| UCLA \| \| G \| 7 \| Stati Uniti (bandiera) \| Lowry, Kyle \| 183 cm \| 89 kg \| 25-03-1986 \| Villanova \| \| AG \| 16 \| Stati Uniti (bandiera) \| Martin, Caleb \| 196 cm \| 93 kg \| 28-09-1995 \| Nevada \| \| AP \| 4 \| Stati Uniti (bandiera) \| Oladipo, Victor \| 193 cm \| 97 kg \| 04-05-1992 \| Indiana \| \| AG \| 55 \| Stati Uniti (bandiera) \| Robinson, Duncan \| 201 cm \| 98 kg \| 22-04-1994 \| Michigan \| \| AG/C \| 25 \| Stati Uniti (bandiera) \| Robinson, Orlando \| 213 cm \| 107 kg \| 10-07-2000 \| Fresno State \| \| AP \| 31 \| Stati Uniti (bandiera) \| Strus, Max \| 196 cm \| 98 kg \| 28-03-1996 \| DePaul \| \| AP \| 2 \| Stati Uniti (bandiera) \| Vincent, Gabe \| 191 cm \| 91 kg \| 14-06-1996 \| UC Santa Barbara \| \| C \| 77 \| Turchia (bandiera) \| Yurtseven, Ömer \| 211 cm \| 125 kg \| 19-06-1998 \| Georgetown \| \| C \| 44 \| Stati Uniti (bandiera) \| Zeller, Cody \| 211 cm \| 109 kg \| 05-10-1992 \| Indiana \| | Allenatore - Erik Spoelstra Assistente/i - Malik Allen - Caron Butler - Anthony Carter - Octavio De La Grana - Eric Glass - Chris Quinn Legenda - (C) Capitano - (FA) Free agent - (S) Sospeso - (TW) Contratto Two-way - (GL) Assegnato a squadra G League affiliata - Infortunato Roster • Transazioni · Ultima transazione: 18 marzo 2023 |                        |                    |         |        |              |                  |
| Pos. | Num. | Naz.                   | Nome               | Altezza | Peso   | Data nascita | Provenienza      |
| AG/C | 13 | Stati Uniti (bandiera) | Adebayo, Bam       | 206 cm  | 116 kg | 18-07-1997   | Kentucky         |
| AG | 22 | Stati Uniti (bandiera) | Butler, Jimmy      | 201 cm  | 104 kg | 14-09-1989   | Marquette        |
| AG | 8 | Stati Uniti (bandiera) | Cain, Jamal (TW)   | 201 cm  | 87 kg  | 20-03-1999   | Oakland          |
| AG | 40 | Stati Uniti (bandiera) | Haslem, Udonis     | 203 cm  | 107 kg | 09-06-1980   | Florida          |
| G | 14 | Stati Uniti (bandiera) | Herro, Tyler       | 196 cm  | 88 kg  | 20-01-2000   | Kentucky         |
| AG | 24 | Stati Uniti (bandiera) | Highsmith, Haywood | 193 cm  | 100 kg | 09-12-1996   | Wheeling         |
| AG | 5 | Serbia (bandiera)      | Jović, Nikola      | 208 cm  | 93 kg  | 09-06-2003   | Serbia           |
| AG | 42 | Stati Uniti (bandiera) | Love, Kevin        | 203 cm  | 114 kg | 07-09-1988   | UCLA             |
| G | 7 | Stati Uniti (bandiera) | Lowry, Kyle        | 183 cm  | 89 kg  | 25-03-1986   | Villanova        |
| AG | 16 | Stati Uniti (bandiera) | Martin, Caleb      | 196 cm  | 93 kg  | 28-09-1995   | Nevada           |
| AP | 4 | Stati Uniti (bandiera) | Oladipo, Victor    | 193 cm  | 97 kg  | 04-05-1992   | Indiana          |
| AG | 55 | Stati Uniti (bandiera) | Robinson, Duncan   | 201 cm  | 98 kg  | 22-04-1994   | Michigan         |
| AG/C | 25 | Stati Uniti (bandiera) | Robinson, Orlando  | 213 cm  | 107 kg | 10-07-2000   | Fresno State     |
| AP | 31 | Stati Uniti (bandiera) | Strus, Max         | 196 cm  | 98 kg  | 28-03-1996   | DePaul           |
| AP | 2 | Stati Uniti (bandiera) | Vincent, Gabe      | 191 cm  | 91 kg  | 14-06-1996   | UC Santa Barbara |
| C | 77 | Turchia (bandiera)     | Yurtseven, Ömer    | 211 cm  | 125 kg | 19-06-1998   | Georgetown       |
| C | 44 | Stati Uniti (bandiera) | Zeller, Cody       | 211 cm  | 109 kg | 05-10-1992   | Indiana          |

#### Risultati
| Arbitri: | Marc Davis David Guthrie Ed Malloy |

|                                                                        |            | |
| N. Jokić 27 J. Murray 26 A. Gordon 16                                  | Punti      | B. Adebayo 26 G. Vincent 19 H. Highsmith 18                                                           |
| N. Jokić 14                                                            | Assist     | J. Butler 7                                                                                           |
| M. Porter Jr. 13                                                       | Rimbalzi   | B. Adebayo 13                                                                                         |
| Caldwell-Pope, Gordon, Jokić, Murray, Porter Jr. (Braun, Brown, Green) | Formazioni | Adebayo, Butler, Martin, Strus, Vincent (Herro, Highsmith, Jović, Lowry, Robinson, Yurtseven, Zeller) |

Nel primo incontro delle NBA Finals del 2023, Nikola Jokic ha ottenuto una tripla doppia con 27 punti, 14 assist e 10 rimbalzi, aiutando i Denver Nuggets a battere i Miami Heat 104-93. Jokic, insieme a Jamal Murray che ha segnato 26 punti, ha guidato i Nuggets, che non hanno mai davvero faticato contro un Miami impreciso nel tiro. Miami, che aveva vinto tutte le gare 1 precedenti nei playoff, non è riuscita a mantenere lo stesso livello contro i Nuggets, che sono rimasti imbattuti in casa. Bam Adebayo ha segnato 26 punti e 13 rimbalzi per Miami, ma la squadra ha tirato solo il 41% dal campo e un deludente 33% da tre punti. Inoltre, con solo 2 tiri liberi segnati in tutta la partita, Miami ha stabilito un record negativo nella storia delle finali NBA. I Nuggets hanno dominato per gran parte della partita, arrivando a condurre fino a 24 punti. Gli Heat hanno cercato di recuperare nell'ultimo quarto, riducendo lo svantaggio fino a nove punti, ma non sono riusciti a completare la rimonta
| Arbitri: | Zach Zarba John Goble Courtney Kirkland |

|                                                                        |            |                                                                                    |
| N. Jokić 41 J. Murray 18 A. Gordon 12                                  | Punti      | G. Vincent 23 J. Butler, B. Adebayo 21 M. Strus 14                                 |
| J. Murray 10                                                           | Assist     | J. Butler 9                                                                        |
| N. Jokić 11                                                            | Rimbalzi   | K. Love 10                                                                         |
| Caldwell-Pope, Gordon, Jokić, Murray, Porter Jr. (Braun, Brown, Green) | Formazioni | Adebayo, Butler, Love, Strus, Vincent (Highsmith, Lowry, Martin, Robinson, Zeller) |

In Gara 2 delle NBA Finals 2023, i Miami Heat sono riusciti a pareggiare la serie contro i Denver Nuggets con una vittoria per 111-108, nonostante i 41 punti di Nikola Jokic. Gabe Vincent ha segnato 23 punti, mentre Jimmy Butler e Bam Adebayo ne hanno aggiunti 21 ciascuno. Miami, sotto di 15 punti durante la partita, ha rimontato grazie a una grande prestazione nel quarto quarto, superando Denver con un parziale di 17-5. I Nuggets, imbattuti in casa da più di due mesi, hanno avuto un'opportunità di pareggiare all'ultimo secondo, ma il tentativo da tre punti di Jamal Murray è fallito. L'allenatore dei Nuggets, Michael Malone, ha criticato la mancanza di impegno della squadra, nonostante le buone prestazioni individuali. Max Strus, dopo una prestazione deludente in Gara 1, ha segnato quattro triple nel primo quarto, aiutando Miami a costruire un vantaggio iniziale. Tuttavia, Denver ha risposto rapidamente, andando in vantaggio grazie a una serie di tiri da tre. Ma Miami è rimasta concentrata, vincendo la partita con determinazione, dimostrando ancora una volta la loro resilienza in situazioni difficili
| Arbitri: | Tony Brothers Josh Tiven Kevin Scott |

| |            | |
| J. Butler 28 B. Adebayo 22 C. Martin 10                                                                      | Punti      | J. Murray 34 N. Jokić 32 C. Braun 15                                                                                   |
| K. Lowry, M. Strus 5                                                                                         | Assist     | N. Jokić, J. Murray 10                                                                                                 |
| B. Adebayo 17                                                                                                | Rimbalzi   | N. Jokić 21 |
| Adebayo, Butler, Love, Strus, Vincent (Haslem, Highsmith, Jović, Lowry, Martin, Robinson, Yurtseven, Zeller) | Formazioni | Caldwell-Pope, Gordon, Jokić, Murray, Porter Jr. (Braun, Brown, Bryant, Čančar, Green, Jackson, Jordan, Nnaji, Watson) |

In Gara 3 delle NBA Finals 2023, Nikola Jokic e Jamal Murray hanno fatto la storia diventando i primi compagni di squadra a realizzare entrambi una tripla doppia da 30 punti nella stessa partita. I Denver Nuggets hanno battuto i Miami Heat 109-94, prendendo un vantaggio di 2-1 nella serie. Jokic ha chiuso con 32 punti, 21 rimbalzi e 10 assist, mentre Murray ha contribuito con 34 punti, 10 rimbalzi e 10 assist. Questo risultato ha permesso ai Nuggets di dominare sotto i tabelloni, con un vantaggio nei rimbalzi di 58-33. Miami ha tentato di rimontare ma non è mai riuscita a superare Denver nella seconda metà della partita. Per gli Heat, Jimmy Butler ha segnato 28 punti e Bam Adebayo ha aggiunto 22 punti e 17 rimbalzi. Tuttavia, Miami non è riuscita a mantenere il ritmo contro le prestazioni dominanti di Jokic e Murray
| Arbitri: | Scott Foster James Williams Bill Kennedy |

|                                                                                    |            |                                                                        |
| J. Butler 25 B. Adebayo 20 K. Lowry 13                                             | Punti      | A. Gordon 27 N. Jokić 23 B. Brown 21                                   |
| J. Butler, K. Lowry 7                                                              | Assist     | J. Murray 12                                                           |
| B. Adebayo 11                                                                      | Rimbalzi   | N. Jokić 12                                                            |
| Adebayo, Butler, Love, Strus, Vincent (Highsmith, Lowry, Martin, Robinson, Zeller) | Formazioni | Caldwell-Pope, Gordon, Jokić, Murray, Porter Jr. (Braun, Brown, Green) |

I Denver Nuggets hanno preso il pieno controllo delle NBA Finals 2023, battendo i Miami Heat 108-95 in Gara 4, portandosi in vantaggio 3-1 nella serie. Ora, i Nuggets sono a una sola vittoria dal primo titolo NBA nella storia della franchigia. Aaron Gordon ha segnato 27 punti, Nikola Jokic ne ha aggiunti 23 e Bruce Brown ha contribuito con 21 punti dalla panchina. Jamal Murray ha chiuso con 15 punti e 12 assist. Miami ha lottato duramente, con Jimmy Butler che ha segnato 25 punti e Bam Adebayo che ha aggiunto 20 punti e 11 rimbalzi, ma non è riuscita a superare i Nuggets. Nonostante un parziale di 8-0 a inizio quarto quarto, che ha ridotto lo svantaggio a cinque punti, i Nuggets non hanno ceduto, mantenendo il controllo fino alla fine. Con un vantaggio di 3-1 nella serie, le statistiche sono contro Miami: solo una squadra nella storia delle NBA Finals è riuscita a recuperare da questo svantaggio. La prossima partita si giocherà a Denver, dove i Nuggets potranno chiudere la serie e vincere il loro primo titolo NBA
| Arbitri: | Marc Davis David Guthrie Josh Tiven |

|                                                                                |            |                                                                                    |
| N. Jokić 28 M. Porter Jr. 16 J. Murray 14                                      | Punti      | J. Butler 21 B. Adebayo 20 K. Lowry, M. Strus 12                                   |
| J. Murray 8                                                                    | Assist     | J. Butler 5                                                                        |
| N. Jokić 16                                                                    | Rimbalzi   | B. Adebayo 12                                                                      |
| Caldwell-Pope, Gordon, Jokić, Murray, Porter Jr. (Braun, Brown, Green, Jordan) | Formazioni | Adebayo, Butler, Love, Strus, Vincent (Highsmith, Lowry, Martin, Robinson, Zeller) |

I Denver Nuggets hanno vinto il loro primo titolo NBA, battendo i Miami Heat 94-89 in una combattuta Gara 5. Nikola Jokic, con 28 punti e 16 rimbalzi, è stato decisivo in una partita difficile, in cui i Nuggets hanno faticato a trovare il loro ritmo, ma sono riusciti comunque a portare a casa la vittoria. Jokic ha fatto la storia diventando il primo giocatore a guidare i playoff in punti, rimbalzi e assist, guadagnandosi il premio di MVP delle Finals. La partita è stata segnata da errori e tensioni: i Nuggets hanno iniziato male, sbagliando 20 dei primi 22 tiri da tre punti e commettendo diversi errori ai tiri liberi. Nonostante questo, sono riusciti a prendere un vantaggio di sette punti nel finale, ma Jimmy Butler degli Heat ha segnato otto punti consecutivi, riportando Miami in vantaggio. Alla fine, un rimbalzo offensivo e un canestro di Bruce Brown hanno ridato il comando a Denver, che ha poi chiuso la partita con i tiri liberi. Miami ha combattuto fino alla fine, con Butler che ha concluso con 21 punti e Bam Adebayo con 20 punti e 11 rimbalzi, ma non è bastato. I Nuggets hanno mostrato la loro resilienza e hanno finalmente portato a casa il trofeo dopo 47 anni di attesa
| Campione NBA 2023        |
| ------------------------ |
| Denver Nuggets 1º titolo |

#### MVP delle Finali
- #15 Nikola Jokic, Denver Nuggets.

## Squadra vincitrice

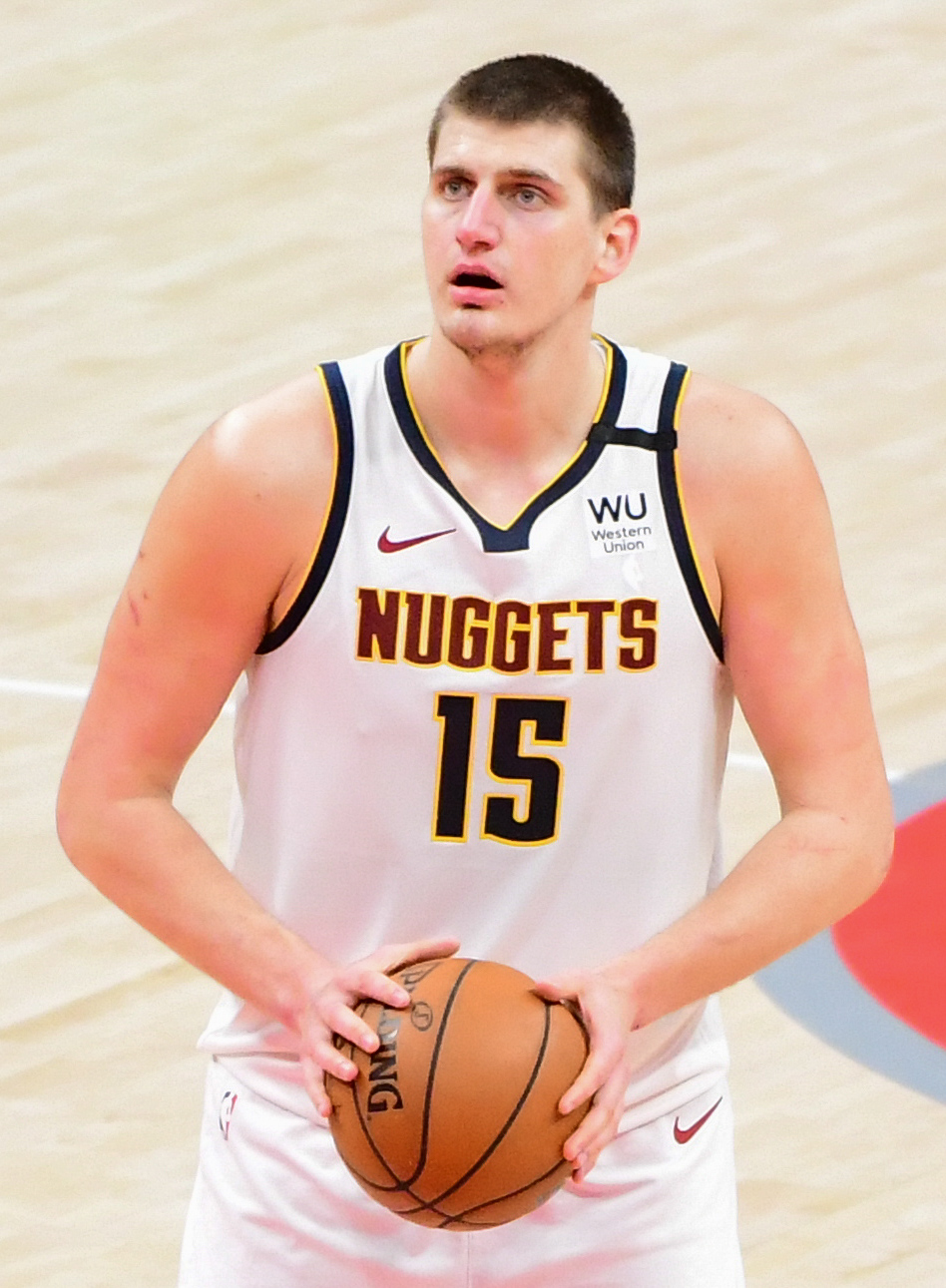
1. 15 Nikola Jokić, Denver Nuggets.

| N° | Naz.                   | Ruolo | Sportivo                 | Anno | Alt. | Peso |
| -- | ---------------------- | ----- | ------------------------ | ---- | ---- | ---- |
| 0  | Stati Uniti (bandiera) | AP    | Christian Braun          | 2001 | 198  | 100  |
| 1  | Stati Uniti (bandiera) | AG    | Michael Porter           | 1998 | 208  | 99   |
| 5  | Stati Uniti (bandiera) | AP    | Kentavious Caldwell-Pope | 1993 | 196  | 93   |
| 6  | Stati Uniti (bandiera) | C     | DeAndre Jordan           | 1988 | 211  | 120  |
| 7  | Stati Uniti (bandiera) | G     | Reggie Jackson           | 1990 | 188  | 94   |
| 8  | Stati Uniti (bandiera) | AP    | Peyton Watson            | 2002 | 201  | 91   |
| 10 | Australia (bandiera)   | AG    | Jack White               | 1997 | 201  | 102  |
| 11 | Stati Uniti (bandiera) | AP    | Bruce Brown              | 1996 | 193  | 92   |
| 13 | Stati Uniti (bandiera) | C     | Thomas Bryant            | 1997 | 211  | 112  |
| 14 | Stati Uniti (bandiera) | AP    | Ish Smith                | 1988 | 183  | 79   |
| 15 | Serbia (bandiera)      | C     | Nikola Jokić             | 1995 | 211  | 129  |
| 21 | Stati Uniti (bandiera) | AP    | Collin Gillespie         | 1999 | 185  | 88   |
| 22 | Stati Uniti (bandiera) | C     | Zeke Nnaji               | 2001 | 206  | 109  |
| 27 | Canada (bandiera)      | AP    | Jamal Murray             | 1997 | 193  | 98   |
| 31 | Slovenia (bandiera)    | AG    | Vlatko Čančar            | 1997 | 203  | 107  |
| 32 | Stati Uniti (bandiera) | AG    | Jeff Green               | 1986 | 203  | 107  |
| 50 | Stati Uniti (bandiera) | AG    | Aaron Gordon             | 1995 | 203  | 107  |
|    | Stati Uniti (bandiera) | All.  | Michael Malone           |      |      |      |

## Statistiche
Aggiornate al 12 giugno 2023.
| Categoria | Singola prestazione        | Singola prestazione       | Singola prestazione |
| Categoria | Giocatore                  | Squadra                   | Max                 |
| --------- | -------------------------- | ------------------------- | ------------------- |
| Punti     | Jimmy Butler               | Miami Heat                | 56                  |
| Rimbalzi  | Kevon Looney Anthony Davis | G.S. Warriors L.A. Lakers | 23                  |
| Assist    | Nikola Jokić               | Denver Nuggets            | 17                  |
| Rubate    | Jimmy Butler               | Miami Heat                | 6                   |
| Stoppate  | Anthony Davis              | L.A. Lakers               | 7                   |
| Categoria | Media                      | Media                     | Media               |
| Categoria | Giocatore                  | Squadra                   | Media               |
| Punti     | Devin Booker               | Phoenix Suns              | 33,7                |
| Rimbalzi  | Anthony Davis              | L.A. Lakers               | 14,1                |
| Assist    | Trae Young                 | Atlanta Hawks             | 10,2                |
| Rubate    | De'Aaron Fox               | Sacramento Kings          | 2,1                 |
| Stoppate  | Anthony Davis              | L.A. Lakers               | 3,1                 |
| Categoria | Totale                     | Totale                    | Totale              |
| Categoria | Giocatore                  | Squadra                   | Tot                 |
| Punti     | Nikola Jokić               | Denver Nuggets            | 600                 |
| Rimbalzi  | Nikola Jokić               | Denver Nuggets            | 269                 |
| Assist    | Nikola Jokić               | Denver Nuggets            | 190                 |
| Rubate    | Jimmy Butler               | Miami Heat                | 40                  |
| Stoppate  | Anthony Davis              | L.A. Lakers               | 50                  |